# Asignación de Servicio Temporal
Una Asignación de Servicio Temporal, también conocido como Régimen de Asignación Provisional, Servicio Adicional Temporal o Viaje de Servicio Temporal (en inglés: Temporary Duty Travel (TDT), Temporary Duty Yonder (TDY), Temporary Additional Duty (TAD), Temporary Duty Assignment (TDA) es una designación que refleja el viaje u otra asignación de un miembro de las Fuerzas Armadas de Estados Unidos hacia un destino que no sea el lugar de preferencia permanente del viajero, según lo autorizado por las Regulaciones de Viajes Conjuntos. Este tipo de adscripción suele ser de una duración relativamente corta, normalmente de dos a 189 días. No todas las agencias usan esta designación.

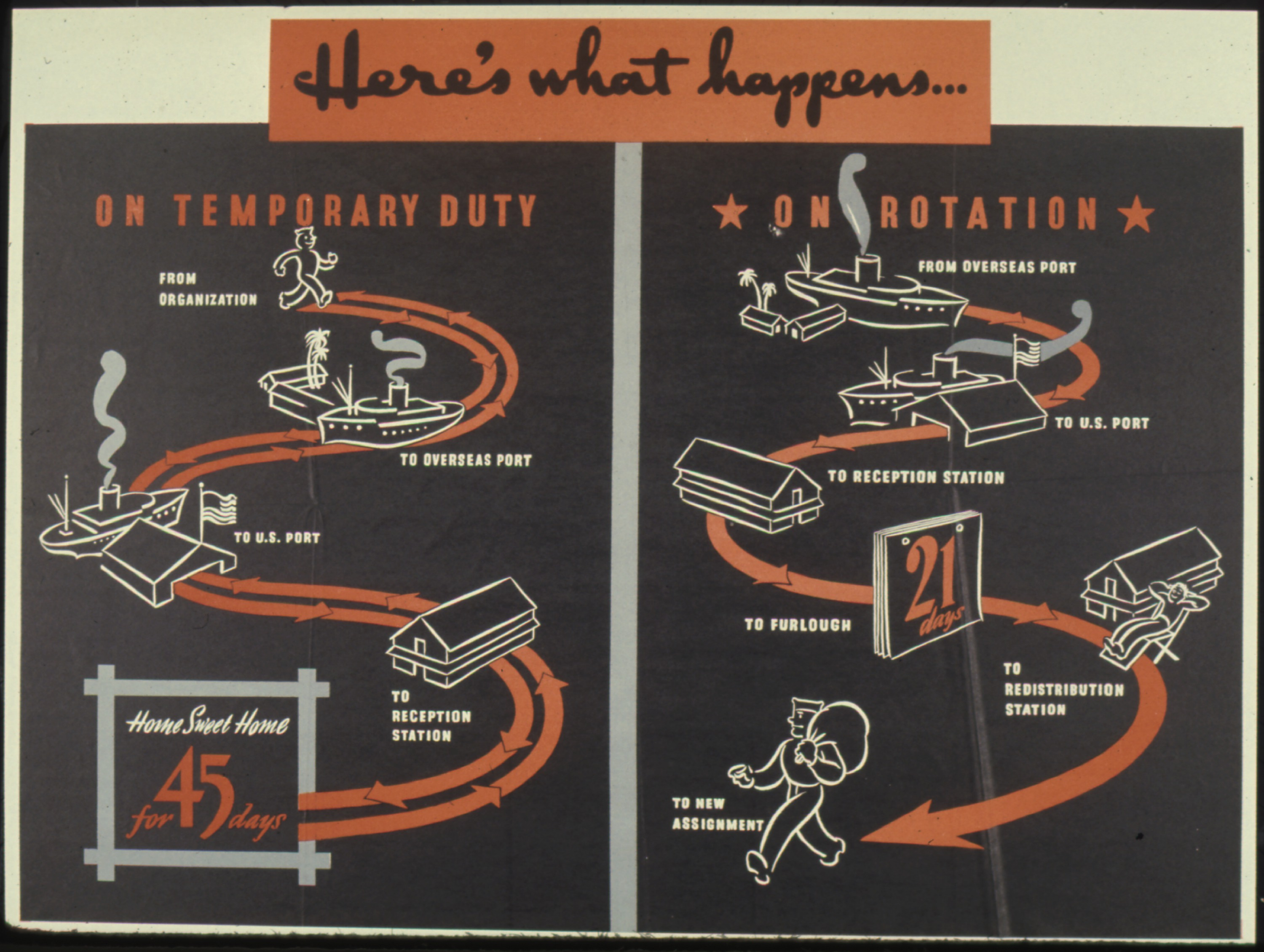
Servicio temporal y rotación de las tropas norteamericanas durante la Segunda Guerra Mundial.

Las asignaciones de servicio por temporalidad tienen incluidas generalmente una paga per diem, que cubre alojamiento, comidas y gastos imprevistos. Muchos empleados valoran el aspecto viático de un viaje de servicio temporal ya que ese dinero está garantizado, incluso si se gasta menos del valor diario asignado. Sin embargo, la mayoría de las agencias corren con los gastos del alojamiento por separado, sin incluir las comidas y los posibles gastos imprevistos, y es posible que los empleados no obtengan retribución hospedándose en alojamientos más baratos o adecuando a más de una persona en una habitación.
Normalmente un empleado puede solicitar un anticipo en efectivo del 60 al 80% del valor total durante los primeros 30 días de comidas y de gastos imprevistos antes de que se realice el viaje viático durante la asignación de servicio temporal, para evitar que el empleado tenga que usar su propio dinero, o que ingrese dinero en una tarjeta de crédito personal. Las tarjetas de viaje del gobierno también suelen estar disponibles, aunque a veces tienen restricciones sobre los tipos de bienes o servicios que se pueden comprar con ellas.
Algunos destinos tienen apartamentos amueblados para estadías prolongadas. Estos apartamentos tienen cocinas totalmente equipadas para que los beneficiarios del viaje de servicio temporal tengan la opción de cocinar en lugar de comer siempre fuera, y algunos pueden tener lavadoras y secadoras de ropa gratuitas. Algunas agencias gubernamentales consideran cualquier asignación de más de 45 días como una Asignación de Servicio Temporal extendida, lo que permite que al empleado se le reembolse el dinero por los gastos efectuados antes de dar por finalizada la asignación.

## Otras referencias
- GSA 2011 Per Diem Rates CONUS & OCONUS

- Datos: Q7698979